# Eucalyptus globulus
L'eucalipto propriamente detto (nome scientifico Eucalyptus globulus (Labill., 1800)) è un albero sempreverde appartenente alla famiglia delle Myrtaceae, originaria dell'Australia meridionale.

## Descrizione

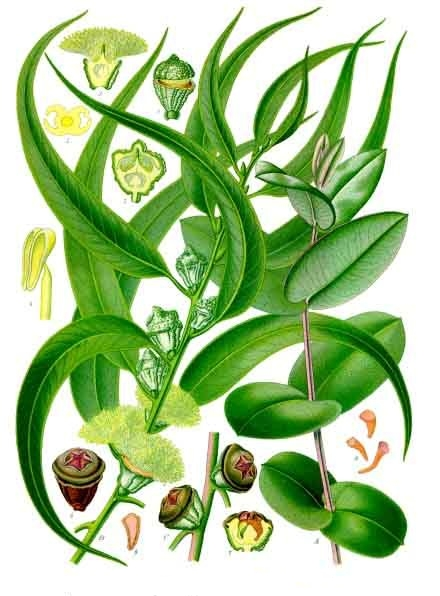
Tavola botanica

L'eucalipto globulus è un albero di ragguardevoli dimensioni: nelle zone di origine può raggiungere anche i 70-80 metri, ma in genere ha altezze di 40-55 metri. Il fusto può raggiungere i 2 metri di diametro. In Italia ha uno sviluppo più contenuto e in genere non supera i 20-25 metri di altezza. Il fusto è diritto con corteccia azzurrognola o giallo-rossastra e ritidoma che si distacca in placche longitudinali, spesso di considerevole lunghezza.
Le foglie hanno aspetto differente secondo l'età della pianta o dei ricacci. Nei polloni e nelle piante giovani l'habitus è tipicamente giovanile, con foglie amplessicauli (cioè che abbracciano un po' il rametto nel punto di intersezione), sessili, opposte e decussate, quasi sempre saldate fra loro alla base, glabre e di colore verde chiaro ma con riflessi variabili dall'azzurrognolo all'argenteo al bianco-cinereo per il rivestimento pruinoso grigio-azzurrognolo. La lamina è lunga 5–15 cm, di forma ovata o ovato-lanceolata e con apice acuto e margine intero. La consistenza è erbaceo-coriacea. Nelle piante adulte le foglie sono picciolate e alterne, glabre, prive di rivestimento pruinoso, di colore verde carico. La lamina è lunga 15–20 cm, eccezionalmente anche fino a 35 cm, di forma lanceolata e falcata con apice lungamente acuminato. La base è asimmetrica rispetto alla nervatura centrale, con una parte più larga dell'altra. La consistenza è coriacea. Le foglie e i giovani germogli emanano un forte aroma che diventa particolarmente intenso e pungente se stropicciate per l'abbondante presenza di olio essenziale.
I fiori sono solitari, portati all'ascella delle foglie, piuttosto vistosi. Il calice è conformato a coppa percorso da costole e sormontato da un opercolo che si distacca al momento della fioritura. La corolla è assente. L'androceo è formato da numerosissimi stami, dai filamenti lunghi e di colore bianco-crema che conferiscono al fiore un aspetto vistoso e una forma globosa. L'ovario è infero.
Il frutto è una capsula deiscente di consistenza legnosa, di colore grigiastro e di 1,5-2,5 cm di diametro. La forma irregolarmente conica riprende quella del calice. A maturità la capsula si apre con fenditure nella parte superiore lasciando fuoriuscire i semi di piccolissime dimensioni.

## Ecobotanica
L'areale di origine dell'Eucalyptus globulus comprende la Tasmania e la zona costiera del sud dello stato di Victoria. La specie è tuttavia coltivata diffusamente negli ambienti a clima mediterraneo. In Italia si rinviene al Centro, al Sud e nelle Isole ma meno frequente rispetto all'eucalipto camaldulense.
È una specie eliofila e termofila, abbastanza rustica ma più esigente del camaldulense in umidità. Non ha particolari esigenze pedologiche e si adatta anche a suoli poveri e poco profondi, tuttavia manifesta il suo notevole potenziale vegetativo nei terreni argillosi e profondi e sufficientemente umidi anche in condizioni di ristagni prolungati.

## Uso fitoterapico
In erboristeria è utilizzato prevalentemente l'olio essenziale, estratto per distillazione in corrente di vapore della foglia fresca di Eucalyptus globulus per il trattamento delle affezioni a carico dell'apparato respiratorio (tosse, raffreddore, ecc.). È composto per circa il 70% da cineolo (o eucaliptolo). Si ipotizza oltre agli effetti secretolitici ed espettoranti già confermati, anche degli effetti battericidi e virostatici di altri ingredienti presenti nell'olio essenziale.

### Dati farmacologici

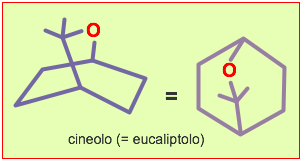
Cineolo (Eucaliptolo)

(secondo la Commissione E del Ministero tedesco per la salute)
- Indicazioni. Malattie da raffreddamento delle vie aeree.
- Controindicazioni. Infiammazioni del tratto gastrointestinale e biliare, gravi epatopatie. In neonati e piccoli bambini evitare l'applicazione diretta su viso e naso.
- Effetti collaterali. I rari casi può provocare nausea, vomito, diarrea.
- Interazioni. L'olio essenziale accelera il metabolismo di sostanze esogene. Può succedere un indebolimento / abbreviazione di effetti di medicamenti.
- Posologia. Uso interno: droga da 4 - 6 gr; tintura (secondo Erg.B6) 3 - 9 gr; non usare l'olio essenziale internamente!
- Proprietà. Secretomotoria, espettorante, blandamente spasmolitica

## Indicazioni fitoterapiche correlate
- Espettoranti
- Antitossivi
- Anticatarrali
- Spasmolitici
- Battericidi
- Virostatici
- Stimolanti

## Simbologia
Il fiore di eucalipto è l'emblema floreale dello Stato australiano della Tasmania.